# Karol Mets
Karol Mets (Viljandi, Estonia, 16 de mayo de 1993) es un futbolista estonio que juega como defensa para el F. C. St. Pauli de la 1. Bundesliga.

## Selección nacional
Ha sido internacional con la selección de fútbol de Estonia; donde hasta ahora, ha jugado 100 partidos internacionales y no ha anotado goles por dicho seleccionado. Su debut en el seleccionado adulto de su país, se produjo el 19 de noviembre de 2013, en un partido amistoso ante su similar de Liechtenstein. También tuvo participaciones con las selecciones inferiores de su país, donde jugó 61 partidos entre la sub-17 y la sub-21.

## Clubes
| Club                     | País           | Año       |
| ------------------------ | -------------- | --------- |
| Viljandi Tulevik II      | Estonia        | 2009-2010 |
| Valga Warrior            | Estonia        | 2010      |
| F. C. Flora Tallin       | Estonia        | 2011-2014 |
| Viking FK                | Noruega        | 2015-2017 |
| NAC Breda                | Países Bajos   | 2017-2019 |
| AIK Solna                | Suecia         | 2019-2020 |
| Al-Ettifaq Club          | Arabia Saudita | 2020-2021 |
| PFC CSKA Sofía           | Bulgaria       | 2021-2022 |
| F. C. Zürich             | Suiza          | 2022-2023 |
| F. C. St. Pauli (cedido) | Alemania       | 2023      |
| F. C. St. Pauli          | Alemania       | 2023-     |

## Palmarés

### Títulos nacionales
| Título               | Club                | País    | Año     |
| -------------------- | ------------------- | ------- | ------- |
| Supercopa de Estonia | F. C. Flora Tallinn | Estonia | 2011    |
| Copa de Estonia      | F. C. Flora Tallinn | Estonia | 2010-11 |
| Meistriliiga         | F. C. Flora Tallinn | Estonia | 2011    |
| Supercopa de Estonia | F. C. Flora Tallinn | Estonia | 2012    |
| Copa de Estonia      | F. C. Flora Tallinn | Estonia | 2012-13 |
| Supercopa de Estonia | F. C. Flora Tallinn | Estonia | 2014    |
| Superliga de Suiza   | F. C. Zürich        | Suiza   | 2021-22 |